# Arignano
Arignano is een gemeente in de Italiaanse provincie Turijn (regio Piëmont) en telt 943 inwoners (31-12-2004). De oppervlakte bedraagt 8,2 km², de bevolkingsdichtheid is 115 inwoners per km².

## Demografie
Arignano telt ongeveer 370 huishoudens. Het aantal inwoners steeg in de periode 1991-2001 met 6,9% volgens cijfers uit de tienjaarlijkse volkstellingen van ISTAT.
| Jaar | Inwoneraantal |
| ---- | ------------- |
| 1991 | 840           |
| 2001 | 898           |

## Geografie
De gemeente ligt op ongeveer 321 m boven zeeniveau.
Arignano grenst aan de volgende gemeenten: Marentino, Moncucco Torinese, Chieri, Mombello di Torino, Andezeno, Riva presso Chieri.
1. ↑  https://demo.istat.it/?l=it.